# Dalechampia ilheotica
Dalechampia ilheotica är en törelväxtart som beskrevs av Heinrich Wawra. Dalechampia ilheotica ingår i släktet Dalechampia och familjen törelväxter. Inga underarter finns listade i Catalogue of Life.